# Silviu Petrescu
Silviu Petrescu (Rumanía, 6 de octubre de 1968) es un ex árbitro de fútbol canadiense nacido en Rumanía. Aparte de su rol como árbitro, es taxista. 
Nació en Rumanía y luego se emigró a Canadá en 1995. Desde el año 2002 es árbitro FIFA, fue listado en la Major League Soccer en 2006, y arbitró varios partidos de las competencias organizadas por la Concacaf. 
En 2012 fue el árbitro de la final de la Copa MLS 2012 y fue elegido en ese mismo año como el Árbitro del año de la MLS.